# Lesão de Lisfranc
A lesão de Lisfranc, também conhecida como fratura de Lisfranc, é uma lesão do pé que envolve as articulações entre os ossos  metatarsianos e os ossos do tarso. Os sintomas podem incluir inchaço, dor e hematomas na região do mediopé. Os sintomas tendem a agravar-se com a tentativa de caminhar. Sem tratamento, as complicações podem incluir artrite e dor crónica.
A causa pode incluir a torção do pé, como acontece durante a prática desportiva, ou lesões mais graves, como quedas de altura. Em geral, ocorre em pessoas sem fatores de risco específicos, embora indivíduos com diabetes sejam mais frequentemente afetados. O diagnóstico é feito por raio-X com sustentação de peso ou tomografia computadorizada. Deve suspeitar-se do diagnóstico se a dor no mediopé persistir por mais de cinco dias.
O tratamento inicial pode incluir redução, imobilização com talas e elevação do pé. Se a lesão for instável ou deslocada, geralmente é recomendada cirurgia na forma de redução aberta e fixação interna. A recuperação pode levar meses.
As lesões de Lisfranc são relativamente incomuns, representando cerca de 0,2% das fraturas. Os homens de meia-idade são os mais frequentemente afetados. O nome deve-se a Jacques Lisfranc de St. Martin, cirurgião francês que identificou esta lesão entre soldados de cavalaria em 1815, após a Guerra da Sexta Coligação.